# Antigua catedral de Santa Bárbara y San Pablo (Vítebsk)
La excatedral de Santa Bárbara y San Pablo o alternativamente antigua catedral de Vítebsk (en bielorruso: Касцёл святой Барбары ў Віцебску) es el nombre que recibe un templo católico en Vítebsk una ciudad en Bielorrusia.
La iglesia fue construida como un cementerio en 1785. En los años 1884-1885 fue reconstruida en estilo neorrománico por el arquitecto Victor Junosza-Piotrowski (incluyendo la construcción de dos torres). Fue cerrada en los años 30 del siglo XX en la época de la Unión Soviética, y durante la Segunda Guerra Mundial fue destruida parcialmente. En los años posteriores a la guerra en el templo tuvo diversos usos. En 1990 fue devuelta a los creyentes católicos, y entre 1991 y 1998 fue renovada. En 1993, fue consagrado nuevamente. Entre los años 1999 y 2011, la iglesia sirvió como la catedral de la nueva diócesis de Vítebsk. Hoy en día, la catedral principal es el templo de Jesús Misericordioso en Vítebsk, consagrada en 2009. Posteriormente la sigue iglesia siguió sometida a reparaciones, que cofinanció el Ministerio de Cultura y Patrimonio Nacional de la República de la vecina Polonia.

## Véase también

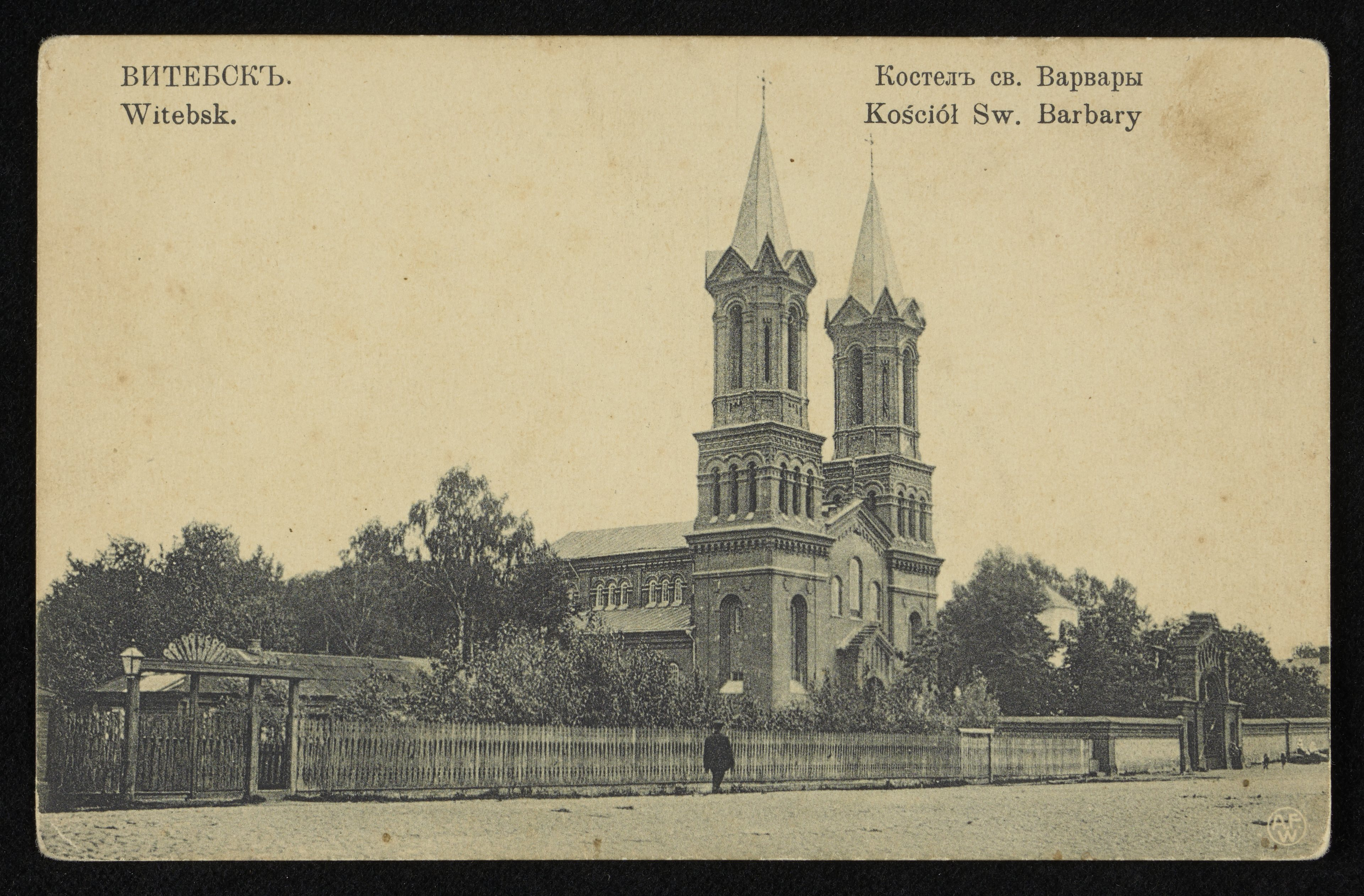
Vista del templo en 1901